# Paula Vogel
Paula Vogel (Providence, Rhode Island, 16 de novembre de 1951) és una dramaturga estatunidenca. Va guanyar el Premi Pulitzer de Teatre de 1998 per la seva obra How I Learned to Drive. Del 2008 al 2012, Vogel va ser professora a l'Escola de Teatre de Yale.